# Milreis
Das Milreis [...'rɛiʃ] (portugiesisch mil-réis, aus mil = „tausend“ und réis) war eine portugiesische Währungseinheit, die 1854 eingeführt wurde. Zwischen 1849 und 1926 war sie auch in Brasilien gebräuchlich. Dabei entspricht ein Milreis 1000 Reis. Das Zeichen für Milreis ist dem Dollarzeichen sehr ähnlich.
Um 1913 war ein brasilianisches Milreis ungefähr 1,36 Mark wert.